# God of War: Wstąpienie
God of War: Wstąpienie (ang. God of War: Ascension) – gra akcji stworzona przez firmę Santa Monica Studio na konsolę PlayStation 3. Została wydana w pełnej polskiej wersji językowej, a jej premiera odbyła się 12 marca 2013 roku.

## Fabuła
God of War: Wstąpienie rozpoczyna się po zabójstwie własnej rodziny przez Kratosa około dziesięć lat przed wydarzeniami z pierwszej części serii. Spartański wojownik jest przekonany o zdradzie Aresa i wypowiada posłuszeństwo bogu wojny, za co zostaje wtrącony do Więzienia Potępionych zbudowanego na ciele Hekatonchejra. Zostaje skazany na dożywocie i jest torturowany przez furie. Omamiony wizjami Kratos wydostaje się z lochów dopiero po odwiedzinach Orkosa. Po udanej ucieczce Kratos postanawia się zemścić na swoich wrogach.

## Rozgrywka
Rozgrywka w God of War: Wstąpienie nieznacznie różni się od tej przedstawionej w poprzednich grach z serii. Główną bronią Kratosa nadal są umieszczone na końcach łańcuchów ostrza, jednak twórcy gry poza atakami, dodali możliwość złapania nimi wroga i ciśnięcia nim o ziemię lub w kierunku innych przeciwników, co skutkuje powaleniem ich. Kolejną nowością jest możliwość podnoszenia różnego rodzaju oręża lub narzędzi walki upuszczanych przez wrogów. Bohater może posługiwać się także magią. Kratos może korzystać z czterech żywiołów: ognia Aresa, lodu Posejdona, duszy Hadesa oraz pioruna Zeusa.